# Acide disulfureux
L’acide disulfureux est un composé chimique hypothétique de formule brute H2S2O5. Il s'agit d'un oxoacide de soufre connu exclusivement par ses sels, appelés métabisulfites ou, plus exactement, disulfites.
Tout comme l'acide sulfureux, il n'existe pas à l'état libre, et, contrairement à ce dernier, n'a jamais été détecté tel quel.